# Фанґ (мова)
Мова фанґ — це одна з мов Центральної Африки, на якій розмовляють народи фанґ. Це мова з сім'ї банту, на ній розмовляють в Екваторіальній Гвінеї, на півночі Ґабону і півдні Камеруну, на невеликій частині Республіки Конґо і в Сан-Томе і Принсіпі. У 1993 році нараховувалося 858000, осіб, що володіють мовою. Популярна в Африці пісня Zangalewa (більш відома у виконанні Шакіри під назвою Waka waka) виконується, принаймні частково, саме мовою фанґ.

## Приклади
Деякі приклади мови фанґ у районі Екваторіальній Гвінеї:

Привіт! (одній людині) = M'bolo

Привіт! (кільком особам) = M'bolani

Доброго ранку! = Mbamba kiri

Доброго вечора! = Mbamba alu

Дякую = Akiba

Як справи? = Y'o num vah?

Я не володію мовою фанґ = Ma kobe ki Fang